# 원산항선
원산항선(元山港線)은 조선민주주의인민공화국 강원도 원산시 갈마역과 원산항역을 잇는 철도 노선이다.

## 연혁
- 일자 불명: 갈마역에서 원산항을 잇는 산업선 개통

## 역 목록
- 갈마역(葛麻驛)
- 원산항역 (元山港驛)